# Helicella
Helicella ist eine Schneckengattung aus der Familie der Geomitridae in der Ordnung der Lungenschnecken (Pulmonata).

## Merkmale
Die Gehäuse sind mittelgroß (6 bis 9 mm hoch, 12 bis 25 mm breit) und meist abgeflacht. Sie besitzen fünf bis sechs mäßig gewölbte bis leicht abgeflachte Windungen. Die letzte Windung kann rundlich, aber auch leicht gekielt oder gekantet sein. Sie senkt sich nicht oder nur sehr wenig zur Mündung hin ab. Die Mündung ist rundlich bis querelliptisch mit scharfen Rändern. Der Nabel ist eher weit und trichterförmig.
Die meist weißliche, auch bräunliche Schale ist meist fest und opak. Die Zeichnung besteht aus braunen Bändern unterschiedlicher Breite, die sich in Fleckenreihen auflösen können, ausbleichen oder auch ganz fehlen können. Die Embryonalwindungen sind glatt, die Juvenil- und Adultwindungen sind nur schwach skulptiert, meist nur mit Anwachsstreifen versehen.
Die Tiere sind Zwitter. Im männlichen Trakt des Geschlechtsapparates dringt der Samenleiter (Vas deferens) in spitzem Winkel in den Epiphallus ein. Das Flagellum ist schlank und zwei- bis dreimal kürzer als der zylindrische Epiphallus. Der Penis ist spindelförmig mit einer großen Krempe und einer zentralen Pore; die Pore ist von zwei bis drei kurzen Loben umgeben. Die Penishülle ist vergleichsweise dünn. Die beiden Pfeilsäcke sind relativ groß und sitzen an der Vagina. Beide Pfeilsäcke münden in Ausstülpungen der Vagina. Die zwei Glandulae mucosae haben jeweils ein bis vier Arme. Der freie Eileiter ist zwei- bis viermal kürzer als die Vagina. Der vergleichsweise lange Stiel der Spermathek ist subzylindrisch, die Blase liegt der oberen Hälfte des Eisamenleiters an.

## Geographische Verbreitung und Lebensraum
Die Arten der Gattung Helicella kommen in West-, Zentral- und Südeuropa vor. Helicella itala ist bereits in der 2. Hälfte des 19. Jahrhunderts nach Australien verschleppt worden.
Die Helicella-Arten leben hauptsächlich in trockenen, warmen Habitaten, wo sie oft in großer Zahl vorkommen. Im Sommer bei großer Trockenheit klettern sie häufig auf Gräser und krautige Pflanzen, verschließen ihr Gehäuse mit einem Diaphragma und halten eine Sommerruhe.

## Taxonomie
Das Taxon wurde 1821 von André Étienne d’Audebert de Férussac aufgestellt. Da es in der Vergangenheit unterschiedliche Konzepte der Gattung gab, bedingt durch unterschiedliche Typusartfestlegungen, bestimmte die Kommission für Zoologische Nomenklatur, Helix itala zur Typusart. Francisco Welter-Schultes stellt folgende Arten zur Gattung Helicella:
- Gattung Helicella Férussac, 1821
  - Kugelige Heideschnecke (Helicella bolenensis (Locard, 1882))
  - Helicella cistorum (Morelet, 1845)
  - Helicella iberica (Rambur, 1869)
  - Gemeine Heideschnecke (Helicella itala (Linnaeus, 1758))
  - Helicella juglans Gittenberger, 1991
  - Helicella nubigena (Saulcy, 1852)
  - Helicella ordunensis (Kobelt, 1883)
  - Helicella orzai Gittenberger & Manga, 1981
  - Helicella sabulivaga (Mabille, 1881)
  - Helicella stiparum (Rossmässler, 1854)
  - Helicella striatitala Prieto, 1985
  - Helicella valdeona Gittenberger & Manga, 1977

Helicella ist die Typusgattung der Unterfamilie Helicellinae Ihering, 1909.

## Belege

### Online
- AnimalBase